# James M. Richardson

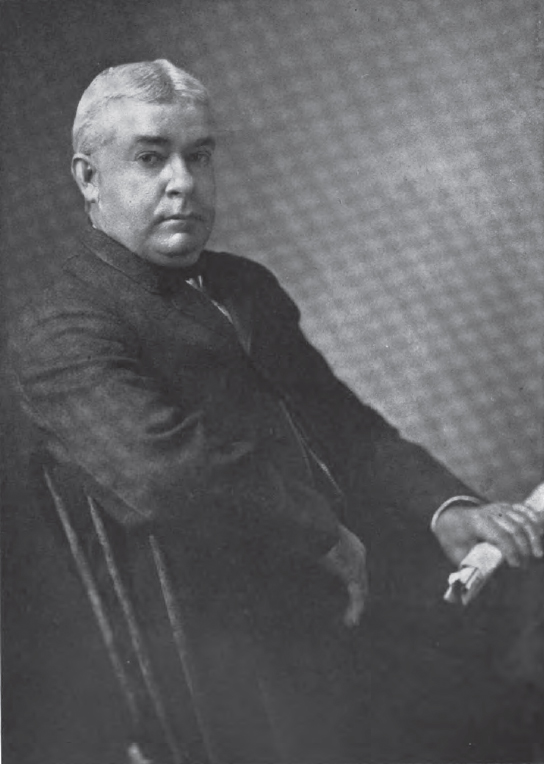
James M. Richardson

James Montgomery Richardson (* 1. Juli 1858 in Mobile, Alabama; † 9. Februar 1925 in Glasgow, Kentucky) war ein US-amerikanischer Politiker. Zwischen 1905 und 1907 vertrat er den Bundesstaat Kentucky im US-Repräsentantenhaus.

## Werdegang
Bereits in seiner frühen Jugend kam James Richardson nach Glasgow in Kentucky, wo er bei seinem Onkel aufwuchs. Dort besuchte er die öffentlichen Schulen. Im Jahr 1878 wurde Richardson Verleger der Zeitung „Glasgow Times“. Gleichzeitig wurde er als Mitglied der Demokratischen Partei politisch tätig. Im Jahr 1896 war er Delegierter zur Democratic National Convention in Chicago, auf der William Jennings Bryan erstmals als Präsidentschaftskandidat nominiert wurde. Im gleichen Jahr wurde Richardson in das Repräsentantenhaus von Kentucky gewählt. Zwischen 1900 und 1905 war er Gefängnisbeauftragter.
Bei den Kongresswahlen des Jahres 1904 wurde Richardson im dritten Wahlbezirk von Kentucky in das US-Repräsentantenhaus in Washington, D.C. gewählt, wo er am 4. März 1905 die Nachfolge von John Stockdale Rhea antrat. Da er bei den folgenden Wahlen im Jahr 1906 dem Republikaner Addison James unterlag, konnte er bis zum 3. März 1907 nur eine Legislaturperiode im Kongress absolvieren. Nach seiner Zeit im US-Repräsentantenhaus setzte James Richardson seine Tätigkeit im Zeitungsgeschäft fort. Zwischen 1913 und 1922 war er Posthalter in Glasgow. In dieser Stadt ist er am 9. Februar 1925 auch verstorben.